# 김서준 (1993년)
김서준(한국 한자: 金書俊, 1993년 6월 22일 ~ )은 대한민국의 전 축구 선수이며, 포지션은 미드필더였다.